# Anders Martin-Löf
Anders Martin-Löf, född 16 mars 1940, är en svensk statistiker och matematiker. Han blev 1987 professor (är numera emeritus) i försäkringsmatematik och matematisk statistik vid Stockholms universitets institution för matematik. Han är bror till Per Martin-Löf.
Efter gymnasiet började Martin-Löf 1959 läsa teknisk fysik på Tekniska högskolan (KTH) i Stockholm och tog ut civilingenjörsexamen 1963. Han fortsatte därefter med forskarutbildning, först i optimeringslära på KTH och vid MIT i USA under terminen 1967/68. Han fortsatte forska inom den matematisk statistiken genom en tjänst som research associate vid Rockefeller University i New York 1970/71. Det handlade om sannolikhetsteori och tillämpningar på statistisk mekanik, vilket tillbaka på KTH i Stockholm resulterade i en doktorsexamen 1973.

## Akademisk karriär
Under påföljande tio år fortsatte han att arbeta med liknande frågor som docent i Uppsala och Stockholm. På 1980-talet svängde intresset mot försäkringsmatematik med Folksam och att utveckla teorier för att styra försäkringsrörelser. Från 1987 kom han att arbeta med teoretiska och tillämpade aspekter inom sin roll som professor vid Stockholms universitet.
Martin-Löf invaldes 1990 som ledamot av Ingenjörsvetenskapsakademien.

## Familj
Anders är bror till Per Martin-Löf. Cecilia Martin-Löf är Anders brorsdotter. Sverker Martin-Löf var kusin till Anders och Rutger Martin-Löf var hans farbror.